# Томбол (Тексас)
Томбол (енгл. Tomball) град је у америчкој савезној држави Тексас. По попису становништва из 2010. у њему је живело 10.753 становника.

## Демографија
Према попису становништва из 2010. у граду је живело 10.753 становника, што је 1.664 (18,3%) становника више него 2000. године.
| Група             | 2000.         | 2010.         |
| Белци             | 7.357 (80,9%) | 7.908 (73,5%) |
| Афроамериканци    | 446 (4,9%)    | 681 (6,3%)    |
| Азијати           | 58 (0,6%)     | 120 (1,1%)    |
| Хиспаноамериканци | 1.095 (12,0%) | 1.830 (17,0%) |
| Укупно            | 9.089         | 10.753        |